# Laophontodes hamatus
Laophontodes hamatus är en kräftdjursart som först beskrevs av Thompson 1882.  Laophontodes hamatus ingår i släktet Laophontodes och familjen Ancorabolidae. Inga underarter finns listade i Catalogue of Life.